# Gouda (ost)
 Denne artikel omhandler osten Gouda. Opslagsordet har også en anden betydning, se Gouda (by).
Gouda ( udtale ?) er navnet på en ost, der oprindelig kommer fra byen Gouda i Zuid-Holland i Nederlandene. Navnet er ikke beskyttet, så osten kan produceres og sælges under dette navn over hele verden.
| Mad og drikke | Spire Denne artikel om mad og drikke er en spire som bør udbygges. Du er velkommen til at hjælpe Wikipedia ved at udvide den. |

- Wikimedia Commons har flere filer relateret til Gouda (ost)